# Personaggi di Magnus Chase e gli dei di Asgard
Di seguito sono elencati i personaggi della trilogia Magnus Chase e gli dei di Asgard dello scrittore statunitense Rick Riordan.

## Principali

### Magnus Chase
Magnus Chase è il protagonista della trilogia e cugino di Annabeth Chase, una dei protagonisti delle serie di Percy Jackson. È un sedicenne di Boston che perse sua madre Natalie a causa di un misterioso attacco di due grossi lupi, due anni prima dell’inizio della storia. Da quel momento visse per strada, facendo amicizia con i senzatetto Blitz ed Hearth, finché il giorno del suo sedicesimo compleanno viene informato da suo zio Randolph della sua parentela divina, essendo figlio di un dio norreno. Randolph cerca di usare il nipote per raggiungere la spada Sumarbrander, ma Magnus viene ucciso dal gigante di fuoco Surt nel tentativo di proteggere i mortali durante un attacco su un ponte. Per il suo gesto Magnus viene portato all’Hotel Valhalla dalla valchiria Samirah Al-Abbas, dove apprende che suo padre è Frey, il dio della pace, natura e prosperità, appartenente alla dinastia dei Vani.
Ha i capelli biondi che gli arrivano al mento e occhi grigi come la cugina Annabeth; sua madre ritiene che somigli a Kurt Cobain. Soffre di asma fin da piccolo, sebbene tale condizioni si plachi quando è all’aperto. Dopo essere arrivato al Valhalla la sua forma fisica esile si rafforza, diventando più muscoloso. Durante i suoi due anni passati per strada ha acquisito una buona conoscenza di sopravvivenza e non si fida rapidamente delle persone. Considera Blitz ed Hearth i suoi amici più fidati e, in seguito, stringe un forte legame anche con i suoi compagni di piano del Valhalla e la sua valchiria Sam; inoltre ha un complicato rapporto con Alex Fierro, figlio/a genderfluid di Loki con cui intraprende una relazione alla fine della trilogia. È di animo buono e misericordioso come suo padre Frey.
Nonostante sappia combattere, non è molto bravo negli scontri diretti e spesso, durante i combattimenti, preferisce usare il suo ingegno per mettere al sicuro sé stesso e i suoi amici. Quando invece è forzato a combattere, usa solitamente la Spada dell’Estate (soprannominata “Jack”), che attacca e difende automaticamente. Le abilità da semidio di Magnus sono principalmente di guarigione e calore: concentrandosi riesce a guarire ferite fisiche anche gravi e a prevenire danni psicologici. Nel caso la ferita del soggetto in cura sia seria, Magnus può intravedere scorci delle memorie della persona.

### Blitzen
Blitzen (Blitz) è un nano di Nidavellir. Ha la pelle, barba e capelli scuri ed è figlio della dea Freya, quindi cugino di Magnus. Suo padre Bilì era un nano, e fu ucciso dal lupo Fenris quando andò a controllare che la corda che lo legava. Blitz venne mandato con Hearth da Mimir a sorvegliare e proteggere Magnus nei due anni in cui visse per strada, ma il ragazzo rimane ucciso in uno scontro con il gigante di fuoco Surt; nonostante ciò, i due riescono a ritrovarlo nel Valhalla. Essendo un nano Blitz è estremamente sensibile alla luce solare e a contatto con essa si trasforma lentamente in pietra; per questo indossa sempre numerosi strati di vestiti quando si trova in giro di giorno, tranne a Folkvanger dove la luce è emessa da un’aura magica. Contrariamente agli altri nani, Blitz non è interessato all’arte della fabbricazione artigianale ma è invece esperto nella moda. Ciò gli procura le prese in giro dei suoi simili, salvo ottenere il loro rispetto dopo aver sconfitto una gara contro Eitri Junior. Blitz usa le sue abilità per farsi dei vestiti che possano essere d’aiuto in battaglia, come cravatte anti proiettili; ha un forte legame di amicizia con Heath, che salvò quando l’elfo capitò per sbaglio a Nidavellir e i due sono molto protettivi l’uno con l’altro. Alla fine della saga riesce a coronare il suo sogno aprendo un negozio di abbigliamento.

### Hearthstone (ᛈ)
Hearthstone (Hearth) è un elfo di luce proveniente da Alfheim. È alto, magro, con pelle pallida e capelli corti di un biondo chiarissimo. Indossa sempre una giacca nera, jeans e una sciarpa a righe rosse e bianche. Nel complesso, Magnus lo descrive “simile a un personaggio di un anime giapponese”. Hearth è nato sordo, ragion per cui comunica solo con la Lingua dei Segni Elfica ed è in grado di leggere le labbra. Essendo una creatura di luce è sensibile all’oscurità, facendo fatica se messo in un ambiente buio per troppo tempo. Come Blitz ha stretto un patto con Mimir per acquisire conoscenza, nel suo caso riguardo alla magia runica, in cambio dei suoi servizi per diversi anni. I due sono incaricati di proteggere Magnus nel periodo in cui vive per strada e stringono con lui un profondo legame di amicizia.  È uno dei pochi elfi a praticare magia runica; con il passare della serie diventa sempre più bravo, fino a diventare uno stregone a tutti gli effetti.
Hearth ha un passato traumatico: i genitori lo disprezzavano provando imbarazzo per lui a causa della sua sordità (in quanto gli elfi sono ritenuti una razza perfetta) e poiché pratica magia runica. Suo fratello minore Andiron morì da piccolo, ucciso da una creatura uscita dal pozzo vicino a casa, e Hearth fu colpevolizzato della sua morte essendo stato presente all’accaduto senza però poter fare nulla. Per punirlo, il padre lo costrinse a pagare un tributo consistente in tante monete d’oro quante potessero coprire la pelliccia della creatura che uccise Andiron. Nel corso della saga Hearth riesce ad affrontare i fantasmi del suo passato, fronteggiando suo padre e facendo pace con la morte del fratello. Alla fine della storia viene liberato da ogni restrizione e gli viene insegnata la magia ad Asgard da Odino in persona.

### Samira al-Abbas
Samirah al-Abbas (Sam) è una valchiria figlia di Loki, che seleziona Magnus come einherji per ordine di Odino. È araba americana; solitamente indossa la sua armatura da valchiria e un hijab verde che se rivoltato diventa un mantello camuffatore. Conduce una doppia vita come valchiria e studentessa delle superiori ed è musulmana, avendo fede in Allah. La sua famiglia viene da Baghdad (Iraq) ma è stata cresciuta dai suoi nonni a Dorchester dalla morte di sua madre. La sua famiglia ha avuto numerosi intrecci con i vichinghi nel corso della storia molto prima che sua madre incontrasse Loki. Essendo nata al di fuori dal matrimonio è considerata una figlia “bastarda” agli occhi della comunità musulmana a cui appartiene e un disonore per la famiglia; viene vista con diffidenza anche dai nordici per la sua parentela con Loki. È promessa sposa ad Amir Fadlan, un amico di famiglia per cui ha una cotta da quando aveva dodici anni.
In La spada del guerriero viene espulsa dal corpo delle valchirie quando Gunilla modifica il video di lei che sceglie Magnus, facendolo sembrare indegno del Valhalla. Successivamente si unisce al semidio, Blitz ed Hearth per fermare l’evasione di Fenrir il lupo e pertanto viene accolta nuovamente tra le guerriere, diventando anche la valchiria personale di Odino. Successivamente Loki la promette in sposa al gigante Thrym per ottenere in cambio Mjolnir, ma tutto si rivelerà un piano del dio per potersi liberare dalla sua eterna prigionia e dare inizio al Ragnarok. In quanto figlia di Loki ha la capacità di mutare forma; tuttavia evita il più possibile di trasformarsi come rifiuto dei poteri del padre. Ciò la rende soggetta al suo controllo e riesce a liberarsi da ciò solo grazie all’aiuto del fratello/sorella Alex Fierro, che le insegna ad accettare la sua natura senza farsi influenzare da Loki; durante l’allenamento Sam digiuna per il Ramadan, che l’aiuta a trovare un equilibrio interiore. In tal modo riesce a partecipare alla missione in Scandinavia e contribuisce a fermare Loki.
Le sue principali armi da combattimento sono daghe o un’ascia. Ama volare, e oltre a farlo come valchiria prende lezioni di volo. Sogna di diventare una pilota d’aereo e, nell’ultimo libro della saga, informa Magnus che intende lasciare le valchirie per sposarsi con Amir e poter finalmente diventare una pilota.

### Sumarbrander
La Spada dell’Estate era l’arma del dio Freyr, passata poi al figlio Magnus Chase; può trasformarsi in un ciondolo quando serve. Si rivela essere senziente, decidendo di chiamarsi Jack e di identificarsi come maschio. In battaglia Magnus lascia spesso che sia Jack a combattere, riuscendo a muoversi da solo; tuttavia, quando prende in mano la spada o questa si trasforma nuovamente in ciondolo, Magnus avverte tutta la stanchezza accumulata, come se avesse combattuto brandendo la spada. 
Nutre risentimento verso Freyr per averlo dato via per l’amore di una gigantessa ed rimasto per secoli sul fondo del fiume di Boston, prima di essere recuperato da Magnus. Durante il Ragnarok è destinato a essere impugnato da Surt e usato per uccidere proprio lui.

### Alex Fierro
Alex Fierro è un figlio/a di Loki, che è sua madre avendolo/a concepito/a da donna con un uomo sposato, il signor Fierro. Come Loki è genderfluid ma non si identifica come “loro”, preferendo che ci si riferisca a lei/lui a seconda del genere in cui si identifica in quel momento. Inizialmente nel Valhalla gli/le danno il soprannome di “argr”, ovvero “poco virile”; comunque, si identifica come donna per la maggior parte del tempo. Ha sempre abbracciato la sua capacità di mutaforma trasmessa da Loki, ciò le/gli rende più facile resistere al controllo della madre. Come Magnus ha vissuto per strada, nel suo caso perché il padre la/lo cacciò di casa non accettando la sua fluidità di genere e il suo rifiuto nell’adempiere alla società di vasellame della famiglia, caduta notevolmente in basso sul fattore qualità. Pare avesse un profondo legame con il nonno, unico che la/lo capisse; da lui acquisisce l’eredità dei Fierro, le cui origini sono nel New Mexico dove produssero vasellame da prima degli Aztechi.
Accetta di aiutare la sorella Sam impersonandola nella farsa del matrimonio e stringe amicizia con la dea Sif, che prima disprezzava ritenendola superficiale. Successivamente allena Sam con le sue doti da mutaforma per aiutarla a resistere al controllo di Loki; intreccia un rapporto sempre più vicino a Magnus e i due si mettono insieme alla fine della trilogia. Lo aiuta anche nella gestione di una casa per giovani senzatetto. 
Come arma principale usa una garrota incantata da Loki, successivamente sostituita con una datagli da Sif.

## Divinità norrene
Gli dèi norreni si dividono in due gruppi: gli Asi e i Vani, solitamente indicati generalmente come Asgardiani. Nonostante ciò, i Vani abitano a Vanaheim piuttosto che ad Asgard; gli Asi sono più inclini alla guerra, mentre i Vani hanno tendenze pacifiche. In genere gli dèi si distinguono in base a quale parte hanno preso nella guerra Aesir-Vani piuttosto che per il loro temperamento.

### Asi
Gli dèi seguenti sono considerati i più bellicosi delle due scissioni degli immortali.
- Frigg: La regina degli Asi e moglie di Odino, dea della saggezza, conoscenza e preveggenza. Mentre il marito viaggia spesso attraverso i Nove Regni, Frigga rimane perlopiù ad Asgard. Sam la idealizza ritenendola la colla che tiene insieme gli dèi; secondo lei, nessuno l’ha mai vista di persona. In La nave degli scomparsi viene rivelato che è la madre di Mallory; fu lei a permetterle di entrare nel Valhalla consegnandole due pugnali prima della morte e in seguito le dà un guscio di noce magico in cui intrappolare Loki una volta sconfitto.
- Heimdall: Il dio alla guardia del Bifrost, l’entrata di Asgard, nato da nove madri. È ossessionato dai selfie, usando il corno Gjallar come un telefono touch screen con tanto di bastone per i selfie; a causa di ciò, spesso trascura i suoi doveri di guardiano dimenticandosi di sorvegliare i Nove Regni.
- Kvasir: Un Asi nato dalla saliva degli dèi, crato come trattato di pace in seguito alla guerra tra Asi e Vani. Viaggiava per i Nove Regni dispensando consigli ai più bisognosi, finché non venne ucciso da Fjalar e Galar che usarono il suo sangue per creare l’Idromele di Kvasir.
- Loki: Il dio del male e degli inganni, padre di Samirah e madre di Alex. Dopo aver ingannato Hodr per portarlo a uccidere il dio Baldr, fu condannato a essere incatenato a una roccia con le interiora dei suoi figli mentre un veleno di serpente gli gocciola costantemente sul viso per l’eternità. Ha un piano per liberarsi e vendicarsi degli dèi scatenando il Ragnarok, usando i suoi inganni per manipolare le persone intorno a lui anche quando non è davvero lì.  Affronta Magnus in una diatriba di insulti nella quale sembra prevalere, finché il ragazzo non riesce a sconfiggerlo con il potere dei suoi amici e rinfacciandogli la sua eterna solitudine. Odino afferma successivamente che Loki sarà nuovamente incatenato alla roccia per proseguire il suo supplizio.
- Mimir: Il dio della conoscenza e della saggezza. Fu decapitato durante la guerra tra Asi e Vani, ma la sua testa continuò a vivere. È il capo di Blitz ed Hearth, in quanto i due fecero un patto con lui per bere dalla sua fonte e ottenere determinate conoscenze. Alla fine del primo libro Odino li libera entrambi dal contratto come ringraziamento per aver fermato la liberazione di Fenris.
- Odino: Il re degli Asi, dio della regalità e della magia. È capace di riscrivere la realtà con le rune, che ha imparato dopo aver trascorso nove giorni impiccato a un ramo di Yggdrasil. È il proprietario e direttore dell’Hotel Valhalla, ma è sempre via per importanti affari di ricerca della conoscenza, lasciando le decisioni importanti al personale. Viene rappresentato dai suoi corvi e dai suoi lupi durante gli incontri. Nel primo libro viene affermato che Odino è scomparso due anni prima del reclutamento di Magnus nel Valhalla; in realtà si è camuffato nel mezzo troll X, uno dei compagni di piano di Magnus. Alla fine del libro premia il semidio e i suoi amici per il coraggio mostrato nel fermare il lupo Fenris. Appare come un allenatore e adora realizzare presentazioni in PowerPoint.
- Ran: La dea del mare, che colleziona qualsiasi cosa sprofondi nell’oceano raccogliendo tutto come una spazzina. Ha una mela di Idun ma non la consuma, facendola quindi apparire come una donna anziana. Magnus e Sam la convincono a farsi dare la mela e Smarbrander, portandola però a inimicarsi il semidio e i suoi amici.
- Sif: La dea della terra e “moglie trofeo” di Thor. Dopo aver perso i suoi capelli per uno scherzo di Loki, le sono stati sostituiti con capelli d’oro che possono essere intrecciati in oggetti preziosi. Sam e Alex, figli di Loki, non la vedevano di buon occhio ritenendola vanitosa e superficiale; Alex, tuttavia, inizia a rispettarla dopo che lega con lei durante la preparazione per il matrimonio con Thrym.
- Sigyn: La moglie di Loki; lo assiste nella sua punizione raccogliendo con una ciotola il veleno del serpente che gli cola in viso, pur non potendo impedire la sua tortura dovendo svuotarla di tanto in tanto. Ha un’espressione sempre blanda e occhi che piangono sangue; Magnus nutre per lei una forte considerazione che nessun altro le dà, in particolare essendo colpito da come resti accanto a Loki nonostante lui non la consideri minimamente. Resta al suo fianco anche dopo la sua evasione, ma se ne va al termine del dibattito tra Magnus e Loki quando il ragazzo rinfaccia al dio come sarà sempre da solo, dandogli quindi il colpo di grazia. Magnus chiede agli altri dèi che Sigyn possa comunque tornare al fianco di Loki ad assisterlo nella sua punizione se lo desidera.
- Thor:(ᚹ) Il dio del tuono, tempeste e forza. Ha un aspetto rozzo, è pigro e ossessionato dalle serie tv moderne. Ha capelli rossi selvaggi e incolti, enormi muscoli e una faccia sempre sporca. Solitamente indossa una giacca di pelle senza maniche ed è molto rumoroso, con la tendenza a imprecare in modo volgare e ad emettere flatulenze. Perde ripetutamente il suo famoso martello (come visto nei primi due libri), ricorrendo quindi a un bastone magica. Vive con le sue due capre parlanti, Tanngrisnir e Tanngnjostr, soprannominate Otis e Marvin.
- Tyr:(ᛏ) Il dio del coraggio, legge e lealtà in combattimento; ha perso un braccio a causa di Fenris il lupo. Tutti i suoi figli, tra cui T.J. , hanno un’inclinazione innata ad accettare qualsiasi tipo di sfida. Appare al termine di La nave degli scomparsi per congratularsi con il figlio per aver fermato Loki.
- Vidar: Il dio della vendetta, chiamato anche “Il Silente”. Fratello di Thor, contrariamente a lui è molto silenzioso e sensibile. Comunica mediante la Lingua dei Segni Americana e ha una buona intesa con Hearth.

### Vani
Gli dei seguenti hanno tendenze più pacifiste e disprezzano natura bellicosa degli Asi.
- Freyr:(ᚫ) Il dio della fertilità, calore e guarigione, fratello gemello di Freya e padre di Magnus. Una volta possedeva una spada, Sumarbrander, che donò a Skirnir in cambio dell’aiuto nel corteggiare una gigantessa di cui si era infatuato; pertanto, è predestinato che sarà disarmato per il Ragnarok e verrà ucciso da Surtur. Magnus lo incontra per la prima volta alla fine di La spada del guerriero, realizzando che tutte le volte che sua madre lo portava nella natura lo rendeva in tal modo più vicino a Freyr.
- Freya: La dea dell’amore e calore, sorella gemella di Freyr. È descritta come una donna bellissima e presiede su Vanaheim, dove vanno l’altra metà delle anime degne dopo la morte, regolando il calore che risplende al di sopra. Freya è la madre della maggior parte dei nani di Nidavellir, incluso Blitz, dato che ogni volta che si reca in quel mondo arriva a sposare dei nani pur di ottenere dei gioielli di lusso. Accetta di aiutare Blitz e i suoi amici in cambio di un paio di orecchini da Nidavellir.
- Njord: Il dio della pesca, dei marinai e della fertilità delle colture, padre di Freyr e Freya e nonno di Magnus. È il mortale nemico di Aegir e Ran, la sua influenza li ferma dal creare devastazione tra i mari, riducendo gli incidenti mortali. Salva Magnus e i compagni dagli essere uccisi dalle nove figlie di Aegir, dicendo loro di cercare la sua ex moglie Skaldi per impedire a Loki di salpare da Naglfar.

### Altre divinità norrene
- Hel: La figlia di Loki che regna su Helheim, il regno dei morti in modo indegno. Il suo aspetto è simile a quello di Due Facce, con metà del viso di una bellissima donna e l’altra metà che appare decomposta. Appare in sogno a Magnus per cercare di persuaderlo a consegnare Sumarbrander a Randolph in cambio del ricongiungimento con l'anima di Natalie, ma lui rifiuta.
- Norne: Un trio di figure femminili che vedono nel passato, presente e futuro. Recitano a Magnus una profezia al suo arrivo al Valhalla che farà partire il suo viaggio per fermare Fenris il lupo.
- Paura: Un dio minore che assiste i Giganti di Montagna. Compete in una gara di tiro con l’ascia contro Sam spacciandosi per un piccolo gigante, la quale però smaschera la sua illusione.

## Residenti e staff dell'Hotel Valhalla
I personaggi seguenti vivono e/o lavorano all'Hotel Valhalla e sono al servizio di Odino. Fanno tutti parte dell'armata in preparazione al Ragnarok.

### Einherjar
- Dede: Una dei nuovi einherjar seguenti a Magnus, figlia di due mortali. È profetizzato che diventerà una Thegn del Valhalla.
- Halfborn Gunderson: Un einherjar che vive all’Hotel Valhalla dall’era dei Vichinghi circa 1200 anni prima dell’inizio della saga. È originario di Flam, un piccolo villaggio della Norvegia, e morì nel regno dell’Anglia Orientale mentre proteggeva Ivar il Disossato a circa diciotto anni. Viene descritto come “Robinson Crusoe sotto steroidi”; essendo vissuto per secoli, è estremamente abile e conosce molte lingue, inoltre ha un dottorato in letteratura germanica. Abita sullo stesso piano di Magnus ed è suo grande amico, inoltre ha una relazione con Mallory, nonostante passino gran parte del tempo a litigare e stuzzicarsi a vicenda.
- Helgi Hundingsbani: Un vichingo proveniente dall’Est Götaland, manager dell’Hotel Valhalla e membro dei guerrieri d’élite. Lavora perlopiù alla reception.
- Hunding: L’ex re dei Sassoni, fattorino e portinaio dell’Hotel Valhalla, nonché servitore di Helgi. Nell’anno 749 a. C. i due erano nemici in battaglia; giunto al Valhalla Helgi divenne direttore e come primo ordine richiese Hunding a svolgere tutto il lavoro materiale. Si trova all’hotel da centinaia di anni e prova nostalgia per la sua famiglia; Magnus è uno delle poche persone a trattarlo gentilmente.
- Lars Alhstrom: Un figlio di Thor giunto all’Hotel Valhalla insieme a Magnus. È morto nel liberare delle persone intrappolate su una barca in procinto di affondare.
- Mallory Keen: Una einherji irlandese, figlia di Frigg. Era un membro dell’IRA e morì durante il conflitto nordirlandese cercando di disattivare una bomba che aveva piazzato su un autobus pieno di bambini, dato che Loki (camuffato) l’aveva convinta a metterla dicendole che a bordo ci fossero dei soldati. Per questo nutre un profondo odio verso Loki, desiderando vendicarsi contro di lui. Ha la bocca larga e non perde occasione per criticare il prossimo, anche se T.J. afferma che sia il suo modo di esprimere affetto verso qualcuno. Ha una relazione di amore-odio con Halfborn, con cui si mette insieme.

- Thegn: i Thegn sono persone prescelte per accompagnare Odino al Valhalla. Nella saga sono figure storiche selezionate dal Padre degli Dèi in persona e si occupano della gestione dell’Hotel. 
  - Crispus Attucks: Un ex schiavo fuggito dalla sua condizione, fu la prima persona uccisa nel massacro di Boston.
  - Davy Crockett: Un pioniere ed eroe popolare.
  - Ernie Pyle: Un giornalista americano vincitore del premio Pulitzer.
  - Eric Bloodaxe: Un governatore norvegese.
  - Erik il Rosso: Il fondatore del primo insediamento vichingo in Groenlandia.
  - James Bowie: Un pioniere ed eroe popolare.
  - Leif Erikson: Un esploratore islandese che scoprì il Nord America.
  - Lord Horatio Nelson: Un ufficiale della bandiera britannica della Royal Navy.
  - Snorri Sturluson: Uno storico, poeta e politico irlandese.
- Thomas Jefferson Jr. / T. J. : Un einherji dell’Ottocento, morto durante la Guerra Civile Americana. È un figlio di Tyr ed ex schiavo. Il suo carattere amichevole e sociale lo ha portato ad essere il primo compagno di piano con cui Magnus ha fatto amicizia. In vita faceva parte del 54º corpo di fanteria del Massachusetts  (ragion per cui la sua arma principale in battaglia è una baionetta d’acciaio) e fu ucciso in un attacco suicida dopo che un avversario lo provocò con un insulto razzista; la sua azione ispirò i suoi compagni a partecipare alla Seconda Battaglia di Fort Wagner. È estremamente riconoscente agli inglesi per non aver supportato la Confederazione durante la guerra.
- X: È un mezzo troll, tra le scelte per il Valhalla più controverse di Sam. Ha la pelle grigia sempre coperta da lividi e verruche; il suo vero nome è impronunciabile, ragion per cui viene chiamato semplicemente “X”. Morì a Chicago per fermare un combattimento tra cani illegali e, alla fine del primo libro, si scopre che in realtà è Odino sotto copertura.

### Valchirie
Le valchirie sono le assistenti di Odino che scelgono le anime degli eroi caduti da portare al Valhalla. Lavorano anche come cameriere all'hotel durante i banchetti e provvedono al servizio in camera degli abitanti.
- Gunilla: Una figlia di Thor, membro di Thegn e leader delle valchirie. Nutre una forte ostilità verso Sam in quanto la ragazza è figlia di Loki, a causa di un brutto episodio passato con un figlio di Loki che si rivelò una spia di suo padre. In seguito alla fuga di Magnus dal Valhalla,  guida delle spedizioni per catturarlo anche dopo che il ragazzo e i suoi amici la liberano da un gigante che l’aveva imprigionata. Successivamente riconosce il motivo della loro fuga e si sacrifica nel combattere Surt per dare tempo a Magnus di intrappolare nuovamente Fenris il lupo. Come armi ha un vasto assortimento di martelli camuffati da penne a sfere.
- Margaret e Irene: Due valchirie assistenti di Gunilla; fanno parte della spedizione per rintracciare Magnus e sono uccise nello scontro con i giganti di fuoco alla fine del primo libro. Magnus apprende i loro nomi solo dopo la loro morte.

## Creature mitologiche

### Umanoidi
- Draugr:  Sono zombie nordici, solitamente ex vichinghi. 
  - Gellir:  Un principe danese seppellito con i suoi dodici guardiani, i Berseker nel tumulto a Capo Cod. Lui e i suoi uomini fanno sempre delle votazioni prima di prendere delle decisioni; la sua spada si chiama Skofnung ed è usata nel secondo libro come prezzo della sposa nel matrimonio tra Thrym e Sam. 
    - Arvid: Uno dei protettori di Gellir.
    - Dagfinn: Il segretario di Gellir.
    - Knut: Uno dei protettori di Gellir.
- Nani (Svartalfar):  Una razza di nani nordici; sono mortali come gli umani e non possono vivere in un mondo illuminato dalla luce del sole in quanto li trasforma in pietra. Tale processo può essere invertito con acqua corrente. Sono una società matriarcale con un profondo rispetto per ogni oggetto, a cui danno un nome; ritengono di discendere dai vermi, per spiegare perché preferiscono vivere nel sottosuolo.
  - Andvari: Un nano che vive ad Alfheim in forma di pesce. È il possessore di un anello che dona al suo proprietario immense ricchezze, ma infligge anche una maledizione che porta alla follia e fa emergere i lati peggiori della persona.
  - Fjalar e Galar: Sono una coppia di nani imbroglioni e crudeli che guidano una barca che porta alla prigione di Fenris. Tendono a imbrogliare gli occasionali clienti per derubarli, abbandonandoli sull’isola del lupo.
  - Junior: Un vecchio e arcigno nano che odia Blitz, dato che suo padre mise in discussione la sicurezza della prigione di Fenris, costruita dal padre di Junior. Sfida Blitz in una gara di costruzione in cambio di Andsjoti e del gioiello per Freya (il vincitore può decretare l’esecuzione dell’avversario), perdendo a causa dell’intervento di Sam; ciononostante, Blitz sceglie di non farlo uccidere. Ha più di cinquecento anni.
  - Nabbi: Il proprietario di un bar di Nidavellir, fa parte della giuria della sfida tra Blitz e Junior.
- Elfi (Ljosalfar):  Quelli di Ljosalfar sono i “tradizionali” elfi che vivono nell’apparente idilliaco mondo di Alfheim. Una volta erano connessi alla natura e alla magia ma, con il tempo, tali connessioni sono svanite rendendoli come gli umani. Provano grande rispetto per Frey, il loro antenato.
  - Alderman:  Il freddo, vanitoso e abusivo padre di Hearth. Ha sempre preferito il suo figlio minore, Andiron, tanto da accusare Hearth della sua morte quando morì molto giovane, costringendolo a pagare una tassa quasi impossibile. Hearth scappò per questo da casa, venendo costretto a tornare nella saga per salvare Blitz. Come completamento della tassa Alderman viene pagato da un anello maledetto che lo porta a mettere in mostra la sua natura peggiore trasformandosi in un enorme drago reso folle e ossessionato dall’anello. Si trasferisce in una caverna vicino al posto in cui morì Andiron e Magnu è costretto a ucciderlo con l’aiuto di Blitz ed Hearth per recuperare l’anello.
  - Andiron: Era il fratello minore di Hearth, più piccolo di un anno. Venne ucciso dalla creatura Brunnmigi mentre giocava con Hearth vicino al pozzo della loro proprietà e ciò indusse Alderman a costringere Hearth a pagare una tassa di sangue come rappresentaglia, accusandolo della morte del fratello. Un suo enorme dipinto viene tenuto nel salotto familiare; Hearth richiama il suo spirito nel terzo libro per farsi aiutare a distrarre l’ormai mostruoso padre dando modo a Magnus di ucciderlo.
  - Ufficiali Sunspot e Wildflower: Due elfi facenti parte della polizia di Alfheim. Trattano con disprezzo Magnus e Hearth al loro arrivo nel mondo.
- Huldra: Spiriti della foresta che abitano ad Alfheim. Somigliano agli elfi, ma possiedono una coda di mucca; per questo vengono discriminati e, se non vivono nelle foreste, lavorano come servitori degli elfi. In quest’ultimo caso sono costretti a mostrare le loro code per essere riconosciuti (pena l’arresto) e non possono lasciare la proprietà dei loro padroni. 
  - Inge: Un’huldra al servizio di Alderman, sottomessa al suo padrone che spesso la tratta senza alcun riguardo o rispetto. È innamorata di Hearth, che al contrario la tratta gentilmente nonostante non sembri accorgersi della sua attrazione. Sua madre svolgeva lo stesso incarico prima di lei.
- Giganti (Jötunn): Gli Jötunn sono giganti nordici, che si suddividono in varie categorie: la maggior parte di loro di dimensioni umane o incredibilmente grandi. Alcuni di essi sono mortali e hanno la capacità di cambiare forma a loro piacimento. 
  - Aegir: Un gigante di mare marito di Ran, con cui ha avuto nove figlie che vivono con lui in una residenza sottomarina. Cattura Magnus e i suoi amici a causa della richiesta di Ran di uccidere il ragazzo per un precedente inganno a cui l’aveva sottoposta, ma decide di lasciarlo andare se in cambio sconfiggerà Loki in una diatriba. 
    - Figlie di Aegir: Sono nove gigantesse figlie di Aegir e Ran, che seguono gli ordini del padre. Sono estremamente malvagie e assetate di sangue.

  - Baugi: Il fratello di Suttung; entrambi sono convocati a Flam quando Magnus e i suoi amici rubano l’Idromele di Kvasir. Baudi insegue Sam e Mallory ma viene ucciso da Halfborn che si arrabbia con lui per aver cercato di distruggere Flam, la sua città natale.
  - Geirrod: Un gigante di montagna che possiede una casa sproporzionata a Jotunheim. Possiede un’arma di Thor rubata al dio che, al contrario di quello che pensano gli altri, non è il suo celebre martello. Viene ucciso quando Magnus e i suoi amici fanno crollare la sua casa mentre è ubriaco.
    - Gjalp e Greip: Le figlie di Gerroid, uccise da Jack che entra nei loro nasi per permettere a Magnus e i suoi amici di recuperare l’arma di Thor.

  - Gunlod: La figlia di Suttung, imprigionata in una caverna a Flam per aver lasciato rubare gran parte dell’Idromele di Kvasir da Odino, che la sedusse. Accetta di consegnare il resto dell’idromele a Magnus, ma li informa troppo tardi che suo padre e suo zio così partiranno al suo inseguimento.
  - Harald: Un Gigante di Ghiaccio che opera su una barca nel porto di Boston. Aiuta Magnus e Sam dando loro un passaggio per andare a pesca di Ran, venendo facilmente corrotto con dell’oro rosso.
  - Herg e Berg: Sono membri del team di bowling di Tiny, competono contro Magnus e Alex nel torneo di bowling di Utgard-Loki.
  - Hrungnir: Un gigante di pietra alto 6 metri con un aspetto calcareo e con macerie sui lunghi capelli e sulla barba. Vive a York e compete con una sua creazione di pietra contro T.J. e la creazione di Alex in cambio di dare a Magnus informazioni sull’Idromele di Kvasir. Al termine del duello muore e, pur rispettando gli accordi, cerca comunque di uccidere gli avversari facendosi esplodere, lasciando incastrato sulla fronte di T.J. un frammento di terracotta impossibile da rimuovere.
  - Skaldi: Una gigantessa di ghiaccio ed ex moglie di Njord. Vive in un castello collocato tra Jotunheim e Niflheim e concede ospitalità a Magnus e i suoi amici prima che partano verso lo scontro finale con Loki. Prova un forte odio per quest’ultimo dato che la umiliò davanti a tutti gli dèi in una passata gara di diatriba; fu quindi lei a suggerire di porre un serpente a gocciolare veleno sul suo viso per l’eternità.
  - Surt: Il re dei Giganti di Fuoco di Muspellheim. È destinato a uccidere Frey usando la spada Sumarbrander e a bruciare i Nove Regni durante il Ragnarok. È il responsabile dell’uccisione di Magnus, che al loro primo incontro riuscì a morire con lui per salvare i mortali presenti sul ponte di Boston su cui il gigante era apparso. È il principale antagonista del primo libro.
  - Suttung: Un gigante che assiste Loki nella costruzione di Naglfar. Nasconde una dose di Idromele di Kvasir in una caverna di Flam insieme a sua figlia Gunlod. Torna al suo villaggio quando la sostanza viene rubata da Magnus, che lo uccide.
  - Thrym: Il re dei Giganti di Montagna. Ha rubato Mjolnir prima degli eventi della serie e, in Il martello di Thor, fa un patto con Loki per consegnarglielo in cambio della mano di Sam e della spada di Skofnung. Alla fine del libro realizza che sua sorella Thrynga intendeva in realtà usurpare il suo ruolo di governatore dei Giganti di Montagna e che Loki in realtà intendeva ottenere Skofnung per sé. Viene ucciso da Vidar.
  - Thrynga: La sorella di Thrym, insieme a lui l'unica sopravvissuta della sua famiglia dopo che Thor li ha uccisi tutti. È molto manipolativa e crudele e vuole rubare al fratello il ruolo di re dei Giganti di Terra. Organizza un matrimonio tra Thrym e una figlia di Loki per rubare Mjolnir e Skofnung, ma viene sconfitta da Magnus e uccisa da Thor.
  - Tiny: Un Gigante di Montagna che cerca di uccidere Magnus e i suoi amici sfidandoli a una gara di bowling. Nonostante sia la sua squadra a perdere, Magnus decide di risparmiare loro la vita sebbene cerchino comunque di ucciderlo per vendetta.
  - Utgard-Loki: Un Gigante di Montagna e re di Jotunheim. A causa del nome viene spesso scambiato per il più celebre Loki, che lui odia. Spesso aiuta Magnus e i suoi amici seppur sempre in maniera criptica e ambigua.
- Troll: Creature appartenenti al folklore norreno.

### Mostri
- Brunnmigi: Una creatura simile ad un lupo che vive in un pozzo di Alheim. È il responsabile della morte di Andiron, che uccise mentre si trovava nei pressi del pozzo a giocare; successivamente Alderman lo uccise e costrinse Hearth a scuoiarlo per usare la sua pelliccia come “contenitore” della tassa di sangue da pagare per la morte del fratello.
- Eikthyrnir: Un cervo che versa costantemente acqua in un lago che fa da contenitore di tutte le acque nei Nove Regni. Risiede nel Valhalla.
- Fenris: Un enorme lupo figlio di Loki e fratello di Hel e Jormungand. In tempi passati spargeva terrore e gli dèi dovettero incatenarlo con i nani per fermarlo. Il dio Tyr perse un braccio a causa sua e il padre di Blitz, Bilì, morì controllando le catene che lo legavano sulla sua isola. Durante il Ragnarok Fenris è destinato a uccidere Odino e ad ingoiare il sole. Nel primo libro lo scopo principale dell'impresa di Magnus e i suoi amici è fermare Fenris dal liberarsi della sua prigione, che necessita di essere aggiornata, riuscendo a imprigionarlo nuovamente.
- Geri e Freki: I due lupi di Odino che agiscono come sue rappresentati in caso di assenza. I loro nomi significano “avaro" e "ingordo”.
- Heidrun: Una capra il cui latte è la fonte dell’idromele che viene servito agli dèi. Risiede all’Hotel Valhalla.
- Huginn e Muninn: I corvi di Odino che agiscono come sue spie e rappresentati nell’affidare missioni ad aiutanti speciali come Sam quando lui non è in giro. I loro nomi significano “pensiero” e “memoria”. Al contrario di Odino, non amano le presentazioni PowerPoint.
- Jormungand: Un serpente gigante figlio di Loki, circonda l’intera Midgard ed è così lungo che deve tenere la sua coda tra le fauci per non distruggere il regno. Viene pescato da Magnus e Sam così da attirare l’attenzione di Ran; resta mezzo addormentato, ma Ran avverte i due semidei che se si dovesse svegliare del tutto scatenerebbe il Ragnarok, in cui è destinato a uccidere Thor.
- Lindworm: Una terrificante razza di dragoni con ali da pipistrello troppo piccole per farli effettivamente volare e solo due zampe anteriori. Risiedono alle radici di Yggdrasil; uno di loro viene mandato da Loki per attaccare Magnus e i suoi amici durante l’allenamento al Valhalla.
- Nøkk: Spiriti dell’acqua che suonano musica triste con i loro violini portando alla disperazione assoluta chi li ascolta. Sono assunti da Alderman per attaccare i suoi ospiti, Magnus e i suoi amici.
- Otis e Marvin (Tanngrisnir e Tanngnjostr): Due capre che trainano il carretto di Thor e sono usate da lui come fonte inesauribile di cibo, dato che tornano in vita ogni giorno a meno che le loro ossa non siano rotte. Otis appare costantemente depresso e ha la tendenza di parlare del suo psicanalista e della sua infanzia traumatica, mentre Otis è più pessimista e rabbioso e tende a criticare sempre il fratello.
- Ratatosk: Uno scoiattolo gigante che corre sui rami di Yggdrasil, trasportando messaggi carichi d’odio all’aquila sulla cima e al serpente Nidhogg sotto. È anche incaricato di catturare gli intrusi che entrano o escono dal Valhalla senza permesso. Trasmette i suoi pensieri negativi a chiunque incontri, portandoli al pessimismo più cupo.
- Saehrimnir: Una creatura che viene uccisa dagli Aesir e dagli einherjar ogni notte per produrre cibo, salvo materializzarsi nuovamente la mattina seguente. È composto di una varietà di carni diverse, anche al tofu per i vegetariani.
- Stanley: Un leggendario cavallo a otto zampe che Sam ritiene figlio di Sleipnir, cavallo di Odino. Aiuta Magnus e i suoi amici un sacco di volte.
- Vatnavættir: Sono cavalli d’acqua; alcuni di loro attaccano la Big Banana a York, ma Sam riesce ad addomesticarli richiamandoli per la fuga dopo aver ricatturato Loki a Niflheim.

## Mortali

### Famiglia Chase
- Caroline, Emma, e Aubrey Chase: Caroline era la moglie di Randolph, Emma e Aubrey le loro due figlie. Sono morte in una tempesta mentre accompagnavano Randolph in una ricerca di Sumarbrander vicino alla costa di Boston. Da allora Loki promise a Randolph di ricongiungerlo alla sua famiglia in cambio di assistenza per liberarlo. Emma, la maggiore, era designata da Randolph per succedere a lui nell’eredità di famiglia di ricercare antichi artefatti nordici, ruolo che voleva abbracciare con grande fervore. Magnus sente le loro voci a Niflheim, poco prima del confronto finale con Loki.
- Annabeth Chase: Cugina di Magnus, figlia della dea Atena e tra i protagonisti delle saghe Percy Jackson e gli dei dell’Olimpo ed Eroi dell’Olimpo. Giunge a Boston in cerca di Magnus ed è tra i pochi a sapere della sua vita anche dopo essere morto.
- Frederick Chase: Padre di Annabeth e zio di Magnus, giunge a Boston con la figlia dopo essere stati chiamati da Randolph per cercare Magnus, scomparso da due anni. Aveva troncato i rapporti con i fratelli Natalie e Randolph da molti anni prima dell'inizio della trilogia.
- Natalie Chase: La madre di Magnus e sorella minore di Randolph e Frederick. Si estraniò dai fratelli (in particolar modo Randolph) per un litigio e cresce da sola il figlio fino a quando non viene uccisa a causa dei lupi inviati da Fenris quando Magnus ha quattordici anni. Era una donna estremamente allegra e solare, molto legata al figlio, amante dell’aria aperta e delle escursioni; ciò aiuta molto Magnus per sopravvivere in strada nei due anni seguenti e il ragazzo realizza che il tempo trascorso all’aperto era il modo di Natalie di farlo sentire più vicino a suo padre Frey.
- Randolph Chase: Lo zio di Magnus e Annabeth e fratello maggiore di Frederick e Natalie. Era un professore di storia ad Harvard ma fu licenziato a causa delle sue ricerche e teorie sui miti norreni. Ha preso le distanze dal resto della sua famiglia quando Magnus e Annabeth avevano sei anni e ha perso la moglie e le figlie durante una gita in barca per cercare dei manufatti storici. Da allora è segretamente in combutta con Loki, che gli ha promesso di restituirgli la sua famiglia se lo aiuterà a liberarsi. Ci riesce nel secondo libro della saga, cadendo però in un crepaccio che porta ad Helheim. Si scopre che ha lasciato in eredità a Magnus ed Annabeth la sua villa, e il nipote la trasforma in un rifugio per giovani senzatetto.

### Famiglia al-Abbas
- Ayesha al-Abbas: La madre defunta di Sam, lavorava come dottoressa. Loki fu uno dei suoi pazienti quando per errore consumò troppa energia nel teletrasportarsi sulla Terra e i due ebbero una relazione culminata con la nascita di Sam. Ciò portò disonore sulla sua famiglia conservatrice, essendo Sam nata al di fuori del matrimonio. Morì quando sua figlia era piccola, quindi fu allevata dai suoi genitori.
- Jid and Bibi: I nonni materni di Sam, sono nativi di Baghdad, Iraq, e sono immigrati negli Stati Uniti prima della nascita di Sam. Si sono occupati di Sam dalla morte della loro figlia Ayesha. Sono piuttosto rigidi e tradizionalisti; non sanno nulla dell’attività da Valchiria di Sam, sebbene Loki gliela sveli nel secondo libro della saga, poi i due se lo dimenticano in fretta per le loro menti mortali.

- Amir Fadlan: Il fidanzato di Sam; il loro matrimonio è stato combinato dalle famiglie e Sam è innamorata di lui da quando aveva dodici anni. È un arabo americano e gestisce con suo padre un negozio di falafel frequentato da Magnus. È molto innamorato di Sam, la quale gli confesserà la doppia vita che conduce; Magnus gli permetterà di vedere Asgard senza impazzire. Una volta risolti i vari segreti tra loro, Sam e Amir mantengono il loro fidanzamento.